# Antonio Bisaglia

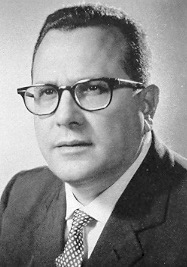
Antonio Bisaglia

Antonio Bisaglia (* 31. März 1929 in Rovigo, Provinz Rovigo; † 24. Juni 1984 in Santa Margherita Ligure, Provinz Genua) war ein italienischer Politiker der Democrazia Cristiana (DC), der zwischen 1963 und 1979 Mitglied der Abgeordnetenkammer (Camera dei deputati) und anschließend von 1979 bis zu seinem Tode 1984 Mitglied des Senats (Senato della Repubblica) war. Er bekleidete mehrere Ministerämter in verschiedenen Regierungen.

## Leben

### Abgeordneter und Unterstaatssekretär
Bisaglia, Sohn eines Eisenbahnarbeiters, trat 1945 der Azione Cattolica und absolvierte ein Studium der Rechtswissenschaften an der Universität Padua. Nach dessen Abschluss war er bei einem Versicherungsunternehmen tätig. Er wurde als Kandidat der Democrazia Cristiana (DC) bei den Wahlen vom 28. April 1963 erstmals zum Mitglied der Abgeordnetenkammer (Camera dei deputati) gewählt, der er mehr bis zu den Wahlen vom 27. Juni 1979 angehörte. Zu Beginn seiner Parlamentszugehörigkeit war er in der vierten und fünften Legislaturperiode von Juli 1963 bis Mai 1972 Mitglied des Ausschusses für Angelegenheiten des Ministerpräsidenten, Inneres, Religion und Körperschaften des öffentlichen Rechts sowie zwischen Juli 1963 und Juni 1968 zugleich Mitglied des Ausschusses für öffentliche Arbeiten.
Sein erstes Regierungsamt bekleidete Bisaglia vom 14. Dezember 1968 bis zum 6. August 1970 als Unterstaatssekretär beim Ministerpräsident und Sekretär des Ministerrates (Sottosegretario di Stato alla Presidenza del Consiglio con funzione di Segretario) im ersten, zweiten und dritten Kabinett Rumor. Im darauf folgenden Kabinett Colombo sowie im ersten und zweiten Kabinett Andreotti fungierte er zwischen dem 7. August 1970 und dem 7. September 1972 als Unterstaatssekretär im Schatzministerium (Sottosegretario di Stato al Tesoro). Während der sechsten und siebten Legislaturperiode gehörte Bisaglia von Mai 1972 bis Juli 1978 dem Ausschuss für Transport, Zivilluftfahrt, Handelsmarine, Post und Telekommunikation.

### Minister und Senator
Am 14. März 1974 wurde Bisaglia von Ministerpräsident Mariano Rumor in dessen fünftes Kabinett als Minister für Landwirtschaft und Forsten (Ministro dell’Agricoltura e Foreste ) erstmals in ein Ministeramt berufen und übte dieses bis zum 13. November 1974 aus. Im darauf folgenden vierten und fünften Kabinett Moro sowie im dritten, vierten und fünften Kabinett Andreotti war er zwischen dem 23. November 1974 und dem 4. August 1979 Minister für staatliche Beteiligungen (Ministro delle Partecipazioni Statali). Zuletzt war er während der siebten Legislaturperiode von Juli 1978 bis Juni 1979 Mitglied des Ausschusses für Haushalt, Programme und staatliche Beteiligungen.
Nach seinem Ausscheiden aus der Abgeordnetenkammer wurde Bisaglia am 3. Juni 1979 Mitglied des Senats (Senato della Repubblica) und vertrat in diesem bis zu seinem Tod am 24. Juni 1984 die Interessen der Region Venetien. Während der achten Legislaturperiode gehörte er von Juli bis September 1979 zunächst dem Haushaltsausschuss des Senats sowie anschließend von September 1979 bis Juli 1983 dem Senatsausschuss für Hygiene und Gesundheit als Mitglied an.
Bisaglia war vom 4. August 1979 bis zum 20. Dezember 1980 im ersten und zweiten Kabinett Cossiga sowie im Kabinett Forlani Minister für Industrie, Handel und Handwerk (Ministro dell’Industria, Commercio e Artigianato). Zuletzt war er von August 1983 bis zu seinem Tode am 24. Juni 1984 Mitglied des Senatsausschusses für auswärtige Angelegenheiten.